# Lázaro Vargas Alverez
Lázaro Vargas Álvarez (18 gennaio 1964) è un giocatore di baseball cubano.

## Palmarès

### Olimpiadi
- Oro a Barcellona 1992;
- Oro a Atlanta 1996.

### Campionato mondiale di baseball
- Oro a Olanda 1986;
- Oro a Roma 1988.